# Riker Hylton
Riker Hylton (* 13. Dezember 1988) ist ein jamaikanischer Sprinter, der sich auf den 400-Meter-Lauf spezialisiert hat.

## Karriere
Im Juni 2011 wurde Hylton mit neuer persönlicher Bestzeit von 45,30 Sekunden jamaikanischer Meister über 400 Meter vor Leford Green und dem Vorjahressieger Lansford Spence. Bei den Zentralamerikanischen und Karibischen Meisterschaften 2011 in Mayagüez (Puerto Rico) wurde er Vierter im 400-Meter-Lauf und gewann mit der jamaikanischen 4-mal-400-Meter-Staffel Bronze.
Bei den Weltmeisterschaften 2011 in Daegu kam er im Einzelwettbewerb nicht über das Halbfinale hinaus, wo er mit einer Zeit von 46,99 Sekunden nur auf Platz acht kam. Für die jamaikanische 4-mal-400-Meter-Staffelmannschaft startete er im Finale zusammen mit Allodin Fothergill, Jermaine Gonzales und Leford Green und gewann mit einer Zeit von 3:00,10 Minuten die Bronzemedaille.

## Persönliche Bestzeiten
- 400 Meter: 45,30 Sekunden, 26. Juni 2011, Kingston, Jamaika
- 400 Meter Hürden: 51,58 Sekunden, 8. April 2007, Providenciales